# ランドマーク・フォーラム
ランドマーク・フォーラム（英: Landmark Forum）、ザ・フォーラム（英: The Forum）は、ワーナー・エアハード（本名：ジョン・ポール・ローゼンバーグ）がエアハード式セミナートレーニング（略称：est、エスト）をベースに開発した自己啓発セミナーである。現在は、アメリカ合衆国カリフォルニア州サンフランシスコに本社を置くランドマーク・ワールドワイド（英: Landmark Worldwide、旧社名ランドマーク・エデュケーション）がプログラムを提供する。社会学的には大規模自己啓発セミナー（英: Large Group Awareness Training）というグループに分類される。ニューエイジ運動におけるヒューマン・ポテンシャル・セミナー、トレーニング・セミナー等と呼ばれることもある。ランドマーク・フォーラムの日本での商品名はブレイクスルーテクノロジー。

## 概要
ランドマーク・ワールドワイドは、提供する講座は、人間の既存のものの見方や意思決定のパターンを変えることを目指すもので、参加者はそれまでの限界やパラダイムを超えたところで思考したり行動したりできるようになる、としている。日本語版公式ウェブサイトでは、「トランスフォーメーション（変容）教育のパイオニア」であると述べている。
ランドマーク・ワールドワイドの自己啓発セミナーは、ランドマーク・フォーラム（Landmark Forum）が入門講座としてあり、2018年時点で期間は3日間である。個人と企業に対して講座を提供しており、レストランチェーンのパンダエクスプレスやヨガウェアブランドのルルレモン・アスレティカは、従業員に対しランドマーク・フォーラムを受けるよう推奨している。
同社によると顧客の中心は30～40代の社会的に成功した人々であり、収益性の高いビジネスとして成功している。収益は、1997年には4800万ドル、2004年時点で推定年間5000万ドルである。
プログラムには同社の研究開発の成果が実践的な形で組み込まれているとされ、英語版公式ページには「ランドマーク・フォーラムを対象とした独立した事例研究、調査」としていくつかの事例があげられている。学者のElizabeth Puttickは、ランドマークの効果に関する主張には、同社自身による調査が引用されていると述べている。
ランドマークやその前身組織の講座の背後には哲学的エートスも見られ、中心テーマには東洋哲学的な基調がある。カルトや自己宗教、または広義の新宗教運動と見做されることもあるが、ランドマークは強く否定している(後述）。
自己を強力にバックアップする自己啓発の手段としての評価、家族関係や人間関係が改善できる、仕事がより容易になるといった称賛もある（後述）。一方、勧誘が強引、受講者に勧誘させている、価格が高いという意見、ネガティブな影響がみられる場合があるなどの批判もある（後述）。集団心理療法の代わりになるものではなく、医療機関の援助が必要な健康でない人には適さない。

## 歴史

### 前史とザ・フォーラムの誕生
ランドマーク・ワールドワイドは、ワーナー・エアハードからエストの背後にある「技術」のライセンスを購入して講座を開催しているため、まずその原型であるエストについて説明する（エストはランドマーク・ワールドワイドでは開催されていない）。ユダヤ系アメリカ人ジョン・ポール・ローゼンバーグは、高校を卒業して中古車のセールスマンをしていた。故郷を離れてワーナー・エアハードという偽名を名乗るようになり、書籍（グレート・ブックス）のセールスの仕事をしながら、ナポレオン・ヒルやマクスウェル・マルツの自己啓発本など、成功に関する大量の読書に励んだ。1961年にサンフランシスコに移ってエスリン研究所に接してヒューマンポテンシャル運動やアラン・ワッツの禅などを知る。書籍のセールスの仕事では、ヒルやマルツの本の教えを生かし、部下の販売員の女性たちにコミュニケーションを教え、ヒューマンポテンシャルについて語っていたという。1963年ロサンゼルスへ移り、そこである種の充足体験（peak experience）を持った。デール・カーネギーのコースでアシスタントを務め、サイエントロジーのオーディティング（一種のカウンセリング）を70時間受けた。1970年にアレキサンダー・エヴェレットが始めた自己啓発セミナーのマインド・ダイナミックスに参加し、トレーナーをした。1971年3月ゴールデン・ゲイト・ブリッジを自動車で走っているときに再び充足体験があり、9月にトレーナーをやめ、11月にエストを始めた。ヒューマンポテンシャル運動でかなり成功し、アメリカで代表的な自己啓発セミナーになった。エアハードのヒューマンポテンシャル運動の再解釈は非常に大胆で、セルフヘルプ、積極思考（ポジティブシンキング）、アメリカに昔からある個人的成功に関する思想や書籍等をつぎはぎしてアメリカナイズし、運動のあり方を決定的に変えた。
ランドマークは、エストに集まっていた1960-70年代のカウンターカルチャーのフラワーチルドレンではなく、90年代のニューエイジャーを対象にしていた。
エストの集中講座は、参加者によれば激しい感情やぶつかり合い、言葉の暴力を伴うものであった。1970年代から1980年代に人気となり、75万人がセミナーを受け、その多くがエストによる自己の変容を熱烈に賛美し、公立小学校で試行的に実施されたり、5箇所の刑務所内で受刑者を対象に試されたこともあった。 しかし、その厳しい内容から訴訟や問題も多く、80年代に入ると人気が急落。1981年にワーナー・エアハード&アソシエイツ（WE＆A）が設立された。エストを行う団体で最も成功した「エグジェシス」が、おそらくイギリスの国会議員デビッド・メラーの批判の影響で1984年に破産した。
WE＆Aは同年エストを終了し、1985年エストをベースにしたよりシンプルで哲学的で穏やかなセミナー「ザ・フォーラム（The Forum）」に置き換えた。(この頃日本に進出している。）全セッションがトレーナーと参加者との対話形式となり、実習的要素はなくなっている。これを改訂したものがランドマークの主力商品であるランドマーク・フォーラムである。こうした変更は、同時期に他のヒューマンポテンシャル運動の団体で起こったエンカウンター様式からより洗練されたアプローチへの変化と同様の方向で、告訴の危険性を抑えると共に、幅広く普及させたいといった営利的な要因があったと考えられている。

### スキャンダルとランドマーク・エデュケーションの設立
1990年代初めにアメリカ合衆国内国歳入庁がエアハードの税務調査を始め、1991年に巨額の脱税容疑と実の娘からのセクシャル・ハラスメントの訴えを起こされてスキャンダルになり、1991年1月にエアハードは、WE＆Aの資産、知的財産権のライセンスを、従業員の団体、のちのランドマーク・エデュケーションに売却し、アメリカを去った。（エアハードの財務上の疑いはのちに晴れており、娘からの告訴も取り下げられている。）同団体が講座を主宰し、従業員の多くを再雇用し、1991年5月からLandmark Education Corporationとして営業した。ワーナー・エアハードの弟ハリー・ローゼンバーグが最高責任者となったが、彼らはエストの講座との間に何の連続性もないと主張している。ランドマーク・エデュケーションの取締役会の最高顧問はエアハードの弁護士を務めたArt Schreiberで、エアハードの姉妹ジョウン・ローゼンバーグも取締役である。
ヨーロッパではフランス政府（1991年）とオーストリア政府（2005年）が、ランドマークを財政と来歴を調査する可能性の高い組織のリストに加えた。 （2018年時点でオーストリア政府のリストからランドマーク・エデュケーションの名前は削除されている。）
2003年6月にLandmark Education LLCとして再編され、2013年7月にLandmark Worldwide LLCに改名した。同社によると、エアハードは同社の研究デザインチームから時折助言を求められている。ランドマークは、ライセンス契約でエアハードにロイヤリティを支払ったことはなく、2002年までに必要なすべての知的財産権を買い取ったと述べている。

### 日本
日本の自己啓発セミナーは、マインド・ダイナミックス系のライフ・ダイナミックスが1978年に最初にアメリカから上陸し、最大手であったが（日本の多くの自己啓発セミナーがこの分派である）、ランドマークはこれから数年遅れて上陸した。ハワイで内科医として働き、ボストンのハーバード・メディカルスクールの提携先病院で腎臓の専門医をしていた小南奈美子がエストと出会い、それまでの医師としてのキャリアを捨ててトレーナーになり、1985年頃に日本に持ち込み（小南54歳）、ブレークスルー・テクノロジー株式会社を設立した。神谷光信によると、小南はランドマーク独特の用語を翻訳する際に、ハイデガーの日本語訳などを参照したと語っていたという。日本で最初のセミナーの参加者は20名ほどで、1980年代終わりの東京センターのスタッフは数人、セミナーリーダーが10人程度、説明会リーダーは30人程度いたという(スタッフ以外はほとんどがセミナー修了者のボランティア）。もともとアメリカで有名なセミナーだったこと、小南のトレーナーとしてカリスマ性もあり、日本で一気に有名なセミナーになった。日本でランドマークは、最初フォーラムと呼ばれ、後にブレークスルー・テクノロジー（BT)、 ランコード、ランドマーク・エデュケーションなどと名前を変更した。セミナー内容が難解で模倣しにくいためか、日本ではライフ・ダイナミックス系のような明確な派生セミナーは見られない。
小南はワーナー・エアハード・アンド・アソシエイツの日本支社である東京センターの代表も務めながら、セミナー全般を取り仕切り、毎年渡米してエアハードの最新のプログラムを持ち帰った。1991年のエアハードのスキャンダルも乗り切り、67歳で引退するまで、13年間日本唯一の正式なフォーラム・リーダーとして働き、約4万人の参加者をトレーニングしたという。（小南は引退後、独自のコーチングセミナーを率いていた。）
1999年、ランドマーク・エディケーションの代表取締役としてジェローム・ダウンズ（Jerome downs）というアメリカ人が就任し、その下で新たに日本人フォーラム・リーダーが現れるようになった。ダウンズはアジア担当重役でもあり、東京を拠点にアジア14か国で普及活動をし、2009年に死去した。2018年現在はランドマークと名乗り（主催する会社はランドマーク・ワールドワイド）、3日間の入門コースを「ブレークスルーテクノロジーコース」と呼んでいる。

## 影響
ランドマークのコンセプト、特に、当たり前のように考えている慣れた物事を新しい方法でとらえ直すという目的において、根底に東洋哲学的な思想が見られる。エアハードの伝記では、彼が禅を探求しており、それはアラン・ワッツの禅の研究への関心に始まったことが詳しく書かれている。レイチェル・ストームは、禅を主要な霊感として用いたニューエイジの指導者は多いが、エアハードは確実にその一人だと指摘している。エアハードは、京都大学教育学部教授の佐藤幸治 (心理学者)が1957年に創刊した欧文の東洋国際心理学誌「PSYCHOLOGIA（プシコロギア）」を読み、佐藤が考えていた、悟りの修行が持つ可能性と、禅の大悟（enlightenment）に大きな関心を持っていた。エストにおいてenlightenment（Getting Itとも呼ばれた）は、自分のマインド（精神、心）は過去の記憶によって外部からの刺激に自動的に反応してしまう、コントロール不能な、言わば機械であり、無意味であると知ること、そして、自分はすべてを創造する完全な存在であり、マインドを持っているが、マインドが自分自身なのではないという矛盾した事実を体験することだとされていた。
自己啓発書・セルフヘルプ本の影響も大きく、マクスウェル・マルツの 『サイコ・サイバネティクス』とナポレオン・ヒルの『思考は現実化する』から特に影響を受けている。
ロバート・キャロルによると、エストは他に、実存主義哲学、動機づけに関する心理学（ポップ心理学）、フロイト、アブラハム・マズロー 、新宗教サイエントロジーの設立者L・ロン・ハバード、ヒンドゥー教、デール・カーネギー、 ノーマン・ヴィンセント・ピール、P・T・バーナム、 そして急速に拡大していたヒューマンポテンシャル運動のテクニックからエアハードが使えると感じた様々なものが取り入れられている。エアハードは、ヒューマンポテンシャル運動・ニューエイジの重要な拠点の一つであったエスリン研究所の設立者マイケル・マーフィー (著作家)とも親交があった。インドネシアのムハンマド・スブー・スモハディウィジョヨが始めた宗教的運動スブド、自己啓発セミナーのマインド・ダイナミックスの影響も指摘されている。
ランドマーク・フォーラムを受講し、ワーナー・エアハーからトレーニングを受け、セミナーリーダー経験もあるキリスト教文学研究者の神谷光信によると、フォーラムは心理学的なものではなく存在論的な物であり、ハイデガーの存在論の影響が大きい。チリ人哲学者フェルナンド・フローレスがジョン・サールの研究を発展させた存在論的哲学の影響を受けており、彼の言語行為のアイデアを取り入れている。

## コンセプト
ランドマークの講座は、哲学的な面のある厳しいトレーニングで、ある種のコミュニケーションや生きるための技術を教え、人々の自己変革・自己啓発を支援することを目的とする。中心となるテーマは、人を、出来事・教育・影響からなる過去、その人の個人史から解放し、人生や判断の基準点を過去から未来に変えることである。
ランドマークは、ある状況で起こった出来事と、その出来事の意味・解釈・物語は別物であるという考えを強調する。人々は頻繁に事実と自分の物語を混同し、その結果、人生の意味はほとんどなくなり苦しみを経験することになるという。ランドマークは、意味とは人間が言葉によって付けるものであり、出来事それ自体に固有ではないと示唆する。世界は言語による分節化がなければ、「無」（nothing）であるか「混沌」なのだという。世界は空虚で人生に意味はなく、だからこそ人は自由に人生を作ることができるのだという。より自分を力づける言葉・会話を通して、過去の出来事の「解釈」を新しく創作し、その人にとっての過去や出来事を変容させ、より効果的なものにすることが可能であると考えられている。参加者たちは、トレーナーとの問答を通して、この「可能性」を学ぶことが目指されている。しかし、トレーナーはセミナーで、こうした考え方は「でたらめ」であると繰り返す。神谷光信は、真理ではなく、可能性の一つとして提示されるためであると述べている。神谷光信によると、ランドマーク・フォーラムは、現実の隣に可能性としての現実を作ることで、リアルな人生を相対化し、人生の縛りを少しでも緩めて自由さを作り出すという「力づけ」の手法である。
こうしたアイデアによると、人々が「アイデンティティ」と考えていたことの多くは、過去の出来事について会話することで作り上げられた、限定された社会的構成概念に過ぎない。この認識により、ランドマークの参加者たちは、新しく見るものからできる限り新しい見方を作り出す。
世界は自分の言葉の中に現れるものであり、世界の源泉は自分であるため、世界で起こることはすべて（バスが遅れたというような、客観的に自分が原因であると考えられないようなことであっても）自己責任である、と解釈することができ、解釈を変えることで主観が変容し、主観が変容することで世界が変容することもあり得るのだという。それぞれの個人が体験世界のソース（源泉）であるという見解は、「人間は神的存在である」というヒューマンポテンシャル運動全般に特徴的な見解と結びついている。
セミナーでは、トレーナーから自分たちの言うことを信じないように釘を刺されたうえで、トレーナーとの1対1の問答のゲーム、参加者の意見の提示を通して「it is it. it isn't it isn't.」に象徴される禅を思わせる「体験」を探求する。トレーナーは、「人生は空っぽで意味なし」「人生は空っぽで意味なし、という言葉自体が、空っぽで意味なし」と、参加者たちが気落ちするほど強く、人生が「無」であることを時間をかけて説き続ける。セミナーでは、自分の過去の出来事を進んで話すようトレーナーに強く促され、自らの可能性を閉じ込める過去の物語を手放し、その相手を許し忘れるよう指導される。
新しい可能性がその人ひとりの思考に限られたものではなく、社会的領域に生きるものであるように、受講者は家族・友人・同僚とこれらを共有するように訓練される。言い方を変えれば、ランドマークは、社会的環境がその人の目標をよりサポートするものになれば、より早く目標を達成することができると示唆している。ランドマークが「新しい可能性」という言葉を使う時、日常的な感覚で言う将来起こるであろう何かとは大きく異なり、過去の解釈から自由になり、現在を新しく生き行動をするための好機として使われる。

## 世間の反応
十代の感想からニューヨークタイムズまで、ランドマークに関する多くの一般向けの記事がある。

### 肯定的な反応・称賛
人間関係や選択、行動への良い影響を報告する声もあり、インターネット上には才能財団（The Talent Foundation）の2000年のレポートのように、ほとんどの参加者が良い結果を報告しているという情報もあった （なお、2018年時点で才能財団のホームページは閉鎖されている）。参加者の一部は、存在の転換、経験の拡大、優先順位の再構成といった哲学的な反応を見せている。
ニッキー・ウォッシュは「Irish Mail on Sunday」で、その影響は驚くべきもので、人々は両親や元配偶者、友人たちと和解し、長年そうしたいと思っていたように家族と会話したり、仕事で昇進していると語った。アンバー・アリソンは「The Mayfair Magazine」で、ランドマークのインストラクターを「熱狂的で感動的（enthusiastic and inspiring）」と形容した。ランドマーク・フォーラム体験後の批評で、「仕事、心配事、人間関係のドラマのすべてが、より簡単に管理できるように感じた」、「30年以上引きずっていた、父親によって傷ついていたこと、怒り、裏切りの感情のほとんどがどこかにいってしまった」と述べた。アイルランドの男性誌「Irish Tatler Man」の記者2人は、セミナーを体験し、「人生を変える力を秘めているプログラムである。（中略）このプログラムから、将来の行動を選択していく能力と、その選択の過程において過去の破壊的な（あるいは少なくとも建設的ではない）行動パターンを放棄する能力とが得られるだろう」と述べた。ニューヨークタイムズのレポーターのヘンリー・アルフォードは、セミナーを体験し、「フォーラムが終わって二ヶ月後、私は、84%の成功点をつける。愛する人や同僚に対して、彼らを愛していること、尊敬していることを、うまい言い方ではないけれど、直接伝えられるようになってきた。しかし未だに人付き合いは大変という基本的スタンスから行動している。心の中では他人は地獄だと知っている。でも、天国でもあるかも、という可能性に対して私は今、オープンだ」と語った。
世界は無であり、人生は空虚で意味がないという認識は、人によっては大きな衝撃であり、神谷光信は「最初に参加したフォーラムで、このセッション(3日目）にまで到達したとき、私は椅子に腰を下ろしたまま黙っていたが、眼前の部屋の床の横線が、実際に斜めに傾ぐような深い衝撃を受けた」という。同時に「見方を変えれば、何もないところから自由に人生を創作できるという可能性に満ち満ちているということができる。そこに気が付いた瞬間の解放感はなんとも言葉にしようがない。」とも語っている。セミナーに参加した医師は、それまでの人生で最もパワフルで危険な経験で、非常にショックが大きく、セミナーの後は混乱して生き地獄のような思いを味わい、3日間満足に働くこともできなかったと振り返っており、しかし、それほどの衝撃を受けたにもかかわらず、もう一度それを経験してみたいとも語っている。
ヨガウェアメーカーのルルレモン・アスレティカ創業者チップ・ウィルソンは、米ニュースサイトビジネスインサイダーのインタビュー記事で、ランドマーク・フォーラムの良い影響について語った。彼はルルレモンが金銭的に苦しい時期に、会社を人に預けて以前売却した最初のビジネスで良い賃金で働き、その稼ぎでルルレモンは生き永らえた。ビジネスオーナーにとって、人にその支配権を委ねたり助けを求めることを学ぶのはかなり難しいことだが、それができたのはランドマーク・フォーラムでの学びのおかげだという。アメリカを中心に中華料理レストランのパンダエクスプレスを展開するパンダレストラングループの設立者・社長アンドリュー・チェンや、DSFederal社の共同創設者兼社長のマイケル・J・パーカーなどの企業人も、ビジネスや人間関係へのプラスの影響を語っている。
タイム誌のレポーターNathan Thornburghは、ランドマーク・フォーラムを自己啓発の歴史において次のように位置づけている。「アメリカ人の『トランスフォメーション（変革）』に対するこだわりは何も今に始まったことではなく、アメリカ建国と同じくらい古い歴史があり、19世紀のラルフ・ワルド・エマーソンは infinitude of man への道を説き、メリー・ベーカー・エディは信仰と心の無限の力を前提とする宗教クリスチャン・サイエンスを創始し、ノーマン・ヴィンセント・ピールは積極思考（ポジティブ・シンキング）を説いた。しかし、近代的なトランスフォメーションの帝国ができたのは、エアハードが1971年にエストを設立した時である。（中略）彼のコースは伝説的に不快なものだった。あなたが数日間の耐久オントロジーに自分を放り込むなら、あなたは自由になれるだろう。エアハードが自らのアイデアを売却した従業員たちがランドマーク社を設立してから20年以上が経過しているが、今でもトランスフォメーションの旅路を志す人々が最初に訪れる場所がランドマークであるという事実は、エアハードの中核概念の堅固さを物語っている」。また、セミナーの内容については、「セミナーのリーダーは訓練された専門のセラピストではなく、ランドマークは精神の専門家でない人間に人々のトラウマを掘り下げさせていると批判されているが、彼は洞察力に富んでおり、私への指摘は正しいと感じた」「根本的にこのコースは、うんざりさせられるような作られた一連の現実をチェックし、どのように問題を作り出しているのかを私たち自身に見せるものである（中略）コースが私の目の前に置いたのは、とんでもなく不愉快な鏡だった。とはいえ、これによって大きな利益を得た」と述べた。

### 批判・批評
セミナーに参加したタイム誌のレポーターNathan Thornburghは、「セミナーではランドマーク特有の用語を説明するのにかなりの時間が割かれたが、それはフォーチュン・クッキーに書かれたコピーのようなものだった」「参加者は恐ろしい秘密を次々に吐き出し、皆泣いていた」と語った。
カナダの公共放送であるカナダ放送協会(CBC)は、2014年にニュースでランドマークを「人員の補充に高いプレッシャーを伴う戦術を用い、強烈な心理学のメソッドと体制順応的なイデオロギーを採用することで物議をかもしている個人開発会社」と紹介している。アルバータ医療サービス（AHS）への情報開示請求で公開された文書によると、カナダのアルバータ州保健サービス部門の内部で複数年にわたりランドマークが活動していた。セミナーに出席させられた複数のスタッフは、プライベートを詳細に話すよう圧力をかけられ、嫌がらせを受けたと人事部に苦情を訴えていた。人事アドバイザーは問題の「徹底的な」調査を推奨していたが、それ以上のアクションはなく、調査はほとんど行われなかった。Kerry Towle議員は、アルバータ医療サービス（AHS）はほぼすべての選択を誤っており、従業員の苦情があった時点でランドマークのプログラムを停止すべきだった、他のアルバータ州政府の内部でランドマークが活動しているかすぐに調査する必要があると語った。
ジャーナリストの塩谷智美は、密室で主導権を持つトレーナーの目に見えない強制力で、胸の中にしまっていた秘密を大勢の前で告白させられることを「マインド・レイプ」と呼んで危険視しているが、当時ブレイクスルーテクノロジーが主催する小南奈美子のBTコースに参加した経験から、ひたすら椅子に座り睡眠不足で空腹という状態で精神や肉体を追い込むことで（尿意を意思でコントロールする指導が行われていたが、尿意コントロールはエストで有名なエピソードである）、参加者は自分のことを話す方に誘導されるため、エクササイズなどのある参加型セミナーなどに比べ、こうした瞑想型は最もマインド・レイプが起こりやすいと評している。3日間のセミナーの最後に小南に告げられた結論は「人生からっぽで意味なし」で、急に崖から突き落とされたような虚無感と不安に襲われ、混乱しているところを大勢のアシスタントに囲まれて次のコースに勧誘され、付け込むようなやり方に納得できないものを感じたと述べている。また、小南にインタビューしようと電話をすると、マスコミの取材を受ける気はないし会社には広報担当者もいないと言われ、可能性の扉を開くための会社が社会に扉を閉じているのは、矛盾ではないかと思ったという。
ニューヨークタイムズのレポーターのヘンリー・アルフォードと同じセミナーに参加していたクリニカルソーシャルワーカーは、148人は規模が大きすぎると感じたという。
アルフォードはモンスターを解き放ったといういくつかの批判も紹介しており、イギリスのThe Independenntの記者によると、エグゼクティブの夫がフォーラムに参加した女性は、夫が急に愛していると言うようになり、そういうのが好きな女性もいるかもしれないが、自分は怖いと感じた。夫は奇妙に陶酔した様子で活気づいていたが、その後長く鬱になったと語った。タイム誌による他のケースでは、フォーラムに参加した男性がロボットような様子になり、婚約者はアンチ・ランドマークのホットラインに相談した。元エストの関係者は、顧客の自然な心理的防衛が働かないようにして、アフターケアを提供せずに心の問題を深く掘り下げているが、責任を持つべきと批判している。ロバート・キャロルは、セミナー後の気分の改善の大部分は感情の退行によるもので、次のセミナーを受けたいという衝動もそのためである可能性があると分析している。
キャロルは、ランドマーク・フォーラムはエスト同様に権威主義的であるが、エストのアプローチに比べて虐待的・冒涜的な面、品性のなさが取り除かれていると評しており、タイム誌のCharlotte Faltermayerによると、エストにあったトレーナによる監視や怒鳴り声などは見られない。キャロルは、受講者の反応が称賛と批判に極端に分かれるのは、自己啓発セミナーに参加する人は普通の健康な成人とは限らず、人生に大きな問題を抱えているという調査結果があり、多くの参加者が何らかの苦境に陥っているため、受講後に状態が良くなった場合も悪くなった場合も、因果関係の誤認の可能性があると述べている。
またキャロルは、講座は入門（基礎）に始まり複数あるが、講座を続けて受けると非常に高額になるという意見を紹介している。ランドマークのプログラムはエストに比べると値段はおよそ半分で、高額ではないという意見もある。
Charlotte Faltermayerは、フォーラムのコンセプトは「秘儀的にパッケージされた常識的な考え」だったという参加者の不満を紹介しており、キャロルは、心理学や哲学、コミュニケーション技術の教育を受けた人にとっては常識でも、そうでない人には有益な教えなのかもしれないと語った。

#### 勧誘に関する批判
Karin Badtはハフィントンポストで、自分のランドマーク・フォーラムの入門体験から、参加者に対して「誠実さ」の証としてランドマーク・フォーラムのメッセージを広く伝えるよう強調していることを批判した。
ロバート・キャロルは、講座の参加者には、友人や家族を勧誘したり、続けて受講するように強くプレッシャーをかけられたという声もあり、ランドマークに対して批判的な人には、プログラムの主な目的は参加者に勧誘させることだと考える人もいる、と述べている。

### 宗教性に関する反応
ランドマークを宗教やカルトだと考える人もいる。ランドマークを批判する人は、洗脳、マインドコントロール、一貫性のない神秘主義、金儲けのためのご都合主義であるとし、カルトの実践と結びつけ、高額なコースに参加するようプレッシャーをかけており、値段の割に価値がなく、非道徳的なニヒリズムで、搾取的な催眠技法、心理的なマルチ商法だと考えている。
同社は宗教団体やその分派ではなく、単なる教育団体であると強く主張しており、ランドマークをカルトと呼ぶ人々を脅したり訴えたりしている。
Karin Badtはハフィントンポストで、勧誘などの問題もあるが「最終的に、フォーラムは無害で、カルトでも急進的な宗教でもなく、行動や変容を適当に強調する、人を鼓舞し楽しませる自己反省の良いテクニックの紹介であると気づいた（別人に変わるわけではないが）」と述べている。
2004年にフランスのテレビチャンネルのフランス3は、調査番組シリーズPièces à Convictionの「新しいグルへの旅（Voyage Au Pays des Nouveaux Gourous）」というランドマークの特集を組み、非常に厳しい批判を行った。ほとんどの撮影は隠しカメラで行われ、ランドマークのコースとオフィスが写されていた。加えてこの番組は、元コース受講者、アンチ・カルトの立場の人、コメンテーターのインタビューが含まれていた。番組が放送され、労働基準監督官がボランティア活動を注意しに訪れると、ランドマークはフランスを去り、2004年にフランスの政治家Jean-Pierre Brardをこのドキュメンタリーへの出演で訴えた。
過去と現在におけるその人の信念が自己の成長を妨げているというランドマークの主張は、伝統的な宗教の信者にとって信仰が妨げとなっているという意味とも言え、ランドマークに懸念を抱く人もいる。神谷光信は、キリスト教の立場から、参加者がトランスフォーメーション（人生の質の転換）という次元で満足し、興味が自分の内面に向かい、神に向かわない、信仰に興味を持たなくなる可能性を示唆している。キリスト教の伝道師ボブ・ラルソンは、エスト（フォーラム）は、自分を神とするセオリーを持っており、これは禅仏教と同じであると批判している。一方、伝統宗教の関係者にはランドマークのプログラムを公に認めている人もおり、キリスト教関係者で、参加してより信仰心が深まったという肯定的な報告もある。
学者による宗教性に関する分析は次節を参考のこと。

## アカデミックなレビュー
学者のElizabeth Puttickは、他の大規模自己啓発セミナーと同様に、同じ目的を持ったたくさんの人々と共に、手に届く価格で強力に自己をバックアップできる手段であると評している。一方、「万人向けのフリーサイズ」のやり方であるという批判、具体的には指導者が依頼者の問題を勝手に決めている、対人関係を人生の目的として重視しすぎているなどの指摘があるとも述べている。
学者には、自己宗教または広義の新宗教運動と考える者もいるが、それに同意しない者もいる。Elizabeth Puttickは、実践者たちはスピリチュアリティより成功と自己啓発という目的に重きを置いていると批評している。
セミナーリーダー経験もあるキリスト教文学研究者の神谷光信は、セミナーの冒頭でトレーナーが受講者に対し、口にすることを一切信じないよう釘を刺す点を見ても、心理療法的技術を悪用して特定の思考を参加者に植え付けるカルト的セミナーとは見做しにくいと述べている。また、エストとフォーラムについて、両方とも世界は空虚であり無意味であるという最終点に至るものだが、その過程は大きく異なると述べている。
シドニー大学のルネ・ロックウッドは2011年にの論文で、伝統的な意味では「宗教的」ではないが、現代の「スピリチュアルな」生活に明らかに関係のある団体について論じるために拡張された「宗教」概念の境界線は曖昧であり、そのためランドマークは超越瞑想やサイエントロジーと同様に論争になっていると述べ、ランドマークと主力商品のランドマーク・フォーラムは宗教的・霊的次元を学術的に深く分析する必要があると主張した。ロックウッドによると、ランドマークの宗教性については多くの議論があるが、学問分野、特に宗教研究では大きな空白がある。ランドマークの構成要素を分析し、①霊的成長のための東洋の霊的概念の使用 ②近代化に起因する弱さを克服するための啓発・再生・救済の追求 ③神聖なコミュニティ感情の創造 ④ランドマークでの経験のための独自の用語の作成 ⑤プログラム・目的・使用された概念に超越的な色彩を与えること ⑤ブレークスルーおよび奇跡を信じること ⑥自己の概念を神聖なものとして提示し、人格だけでなく世界をより良くする努力の方向性を示すことを挙げた。
インディアナ大学のマーシャ・ヘックは2015年の論文で、ロックウッドの論文は「比喩的な分析」であり、古い教育観に基づき、調査の手法等の幾つかの要素のため学術的な厳密さに問題があり、その宗教性の分析は感情的であると批判し、複数の論文を引用しながら反論した。ヘックは、ランドマークのトランスフォメーション教育、カリキュラム、および教授方法は疑いなく教育の分野に属するものであり、これに反対する宗教や議論に支えられた主張は学問的厳密さとは程遠く、論文に取り上げた生涯教育者、教師養成者、教育課程研究者、社会正義活動家は、ランドマーク・エデュケーションを21世紀の課題に適した教育アプローチのトランスフォメーション型モデルと結論付けていると述べた。
デンバー大学のSteven R. McCarl、ランドマーク・エデュケーション社のSteve Zaffron、コロラド大学のJoyce McCarl NielsenとSally Lewis Kennedyは2001年に、おそらくランドマーク・フォーラムは、哲学が公に教えられているところでは実施されず、学界で徹底的な研究や分析は行われておらず、哲学者によって記述されたり経験されたことはないと指摘した。1970年代・80年代に出版された大規模自己啓発セミナーに関する研究文献では、Finkelstein、 Wenegrat、Yalomの要約によると、哲学的な枠ではなく心理学的な枠を用いて分析が行われている。
事例研究は2001年時点で、南カリフォルニア大学マーシャル経営大学院のDavid C. Loganによる1998年のものと、 ハーバード大学経営大学院のKaren Hopper WruckとMikelle Fisher Eastleyによる1992年の2件がある。WruckとEastleyは「Landmark Education Corporation : selling a paradigm shift（ランドマーク・エデュケーション社：パラダイムシフトの販売）」という事例研究をまとめ、ランドマークの事業と組織や個人との関係について書き、「ランドマーク社は、同社の会話マネジメント・テクノロジーの中で使っている様々な概念を『区別』という言葉で呼んでいる。同社のテクノロジーは合計約150種類もの独自な区別を活用する。その区別は各々、個人や組織がより効果的であるため、あるいは、可能だとは思っていなかったようなあり方にアクセスするための洞察を提供するようにデザインされている」と分析した。神谷光信によると、通常ならばコンセプト（概念）とすべき言葉をランドマーク・フォーラムでは（存在論的）『区別（ディスティンクション）』と説明しており、人生は「エンプティー（空っぽ）」で「ミーニングレス（意味なし）」というのが、最大の『区別』である。
数十年にわたりランドマークや類似の組織を調査してきたアルバータ大学社会学教授のスティーブ・ケントは、アルバータ州保健サービス部門でランドマークのセミナーが採用され、スタッフの苦情にもかかわらず実施され続けたことについて、ランドマークは人心操作に長け、統制を行っており、威圧的な説得を含んでおり、この種のプログラムは固有の危険性があるため、誰かが導入・継続に役目を果たしたことは確実で、そうした人々はインターネットで容易に見つけられるだろうと語った。